# Spirou (nhân vật)
Spirou (trong tiếng Wallon có nghĩa là "sóc" hay "tinh nghịch") là nhân vật chính của bộ truyện tranh Spirou và Fantasio và Nhóc Spirou. Nhân vật này do Robert Velter (Rob-Vel) sáng tạo cùng với việc phát hành Le Journal de Spirou (Tạp chí Spirou) vào năm 1938.
Spirou ban đầu là nhân viên điều khiển thang máy và người trực tại khách sạn giả tưởng Moustique. Một lúc nào đó cậu đã trở thành phóng viên cho tờ tạp chí mang tên mình, mặc dù cậu vẫn mặc bộ đồng phục khách sạn màu đỏ.
Không giống như Tintin, Spirou thực sự có viết báo cáo trong một vài cuộc phiêu lưu của mình. Tuy nhiên, thường cậu tham gia trực tiếp vào cuộc phiêu lưu. Là một thanh niên trẻ dũng cảm và trung thực, cậu luôn cố gắng đánh bại sự bất công xung quanh mình và giúp đỡ mọi người. Cậu thường điềm tĩnh hơn cậu bạn Fantasio, người luôn đi chung với cậu, cùng với con sóc Spip và có một giai đoạn là Marsupilami.
Hình vẽ Spirou thay đổi qua năm tháng theo nhiều tác giả và họa sĩ khác nhau, những người tạo ra bộ truyện Spirou và Fantasio, nhưng cậu vẫn giữ mái tóc nhọn màu đỏ và bộ quần áo đồng màu ngay cả khi trút bỏ bộ đồng phục khách sạn.
Một phiên bản sáu tuổi của Spirou là nhân vật chính của bộ truyện tranh ăn theo Nhóc Spirou, nói về sự quậy phá ở trường học và sự quan tâm đến bọn con gái. Bộ truyện và nhân vật sau này nói chung không có điểm gì chung với "Spirou lớn".
Tại miền Nam Việt Nam trước năm 1975, bộ truyện tranh này đã được dịch và phát hành với tên Việt hóa của nhân vật Spirou là Sĩ Phú. Ấn bản những năm 1990 tại Việt Nam vẫn giữ tên nguyên gốc.